# رؤية سوفت بنك
صندوق رؤية سوفت بنك (بالإنجليزية: SoftBank Vision Fund L.P)‏ ــ والذي أصبح يُعرف اختصارًا بـ"SVF" ــ هو صندوق استثماري سعودي-ياباني، يقع مقره الرئيسي في جزيرة جيرزي إحدى ملحقات التاج البريطاني في القنال البريطاني، وتديره شركة تابعة لمجموعة سوفت بنك اليابانية. 
افتُتِحَ هذا الصندوق في 25 نوفمبر 2016 من قبل كل من محمد بن سلمان آل سعود ولي العهد السعودي وماسايوشي سون رئيس مجموعة سوفت بنك، وفي 20 مايو 2017 أصبح الصندوق أكبر صندوق للاستثمار المباشر بعد أن جمع أكثر من ثلاث وتسعين مليار دولار أمريكي، إذ سيستثمرها في قطاعات التكنولوجيا مثل الذكاء الصناعي والروبوتات.

## مموّلون
- صندوق الاستثمارات العامة (السعودية)
- مجموعة سوفت بنك (اليابان)
- شركة مبادلة للاستثمار (الإمارات العربية المتحدة)
- شركة آبل (الولايات المتحدة)
- كوالكوم (الولايات المتحدة)
- فوكسكون (تايوان)
- شارب (شركة) (اليابان).

## الاستثمارات
جدول يوضح أبرز الشركات التي استثمر فيها صندوق رؤية سوفت بنك:
| م  | الشركة                        | الدولة التابعة لها الشركة | قيمة الإستثمار ( مليار دولار إمريكي ) |
| -- | ----------------------------- | ------------------------- | ------------------------------------- |
| 1  | uber                          | الولايات المتحدة          | 9.3                                   |
| 2  | ARM Holdings                  | المملكة المتحدة           | 8.2                                   |
| 3  | NVIDIA                        | الولايات المتحدة          | 5                                     |
| 4  | WeWork                        | الولايات المتحدة          | 4.4                                   |
| 5  | Flipkart                      | الهند                     | 2.5                                   |
| 6  | GM Cruise                     | الولايات المتحدة          | 2.3                                   |
| 7  | One97 Communications (Paytm)  | الهند                     | 1.9                                   |
| 8  | Grab                          | سنغافورة                  | 1.46                                  |
| 9  | OneWeb                        | الولايات المتحدة          | 1.2                                   |
| 10 | Ping An Healthcare Technology | الصين                     | 1.2                                   |
| 11 | Roivant                       | سويسرا                    | 1.1                                   |
| 12 | Fanatic                       | الولايات المتحدة          | 1                                     |
| 13 | SoFi                          | الولايات المتحدة          | 1                                     |
| 14 | Katerra                       | الولايات المتحدة          | 0.9                                   |
| 15 | Auto1                         | ألمانيا                   | 0.6                                   |
| 16 | Doordash                      | الولايات المتحدة          | 0.5                                   |
| 17 | Improbable                    | المملكة المتحدة           | 0.5                                   |
| 18 | Vir                           | الولايات المتحدة          | 0.5                                   |
| 19 | ZhongAn                       | الصين                     | 0.5                                   |
| 20 | Compass                       | المملكة المتحدة           | 0.5                                   |
| 21 | Ping An Good Doctor           | الصين                     | 0.4                                   |
| 22 | Guardant Health               | الولايات المتحدة          | 0.4                                   |
| 23 | Wag                           | الولايات المتحدة          | 0.3                                   |
| 24 | OYO                           | الهند                     | 0.3                                   |
| 25 | Slack                         | الولايات المتحدة          | 0.3                                   |
| 26 | Plenty                        | الولايات المتحدة          | 0.2                                   |
| 27 | Mapbox                        | الولايات المتحدة          | 0.2                                   |
| 28 | Nauti                         | الولايات المتحدة          | 0.2                                   |
| 29 | Brain Corp                    | الولايات المتحدة          | 0.1                                   |

## وصلات خارجية
- الموقع الرسمي لرؤية سوفت بنك